# Daniel Alexander
Daniel Alexander (20 giugno 1994) è un calciatore eritreo, centrocampista dell'Adulis.

## Carriera

### Club
Dal 2010 gioca in patria, nell'Adulis.

### Nazionale
Ha debuttato con la Nazionale eritrea l'11 novembre 2011 nella partita pareggiata per 1-1 contro il Rwanda e valevole per le qualificazioni ai Mondiali 2014.